# SkyDrive (eVTOL)
SkyDrive ist ein Unternehmen für eVTOLs in Toyota City, Präfektur Aichi, Japan.

## Geschichte
SkyDrive wurde 2018 gegründet. Vorgänger war Cartivator, das teilweise von Toyota mitfinanziert wurde. Cartivator begann 2012 mit der Entwicklung von fliegenden Autos. Der Erstflug des SD-02 fand im August 2020 statt. 2022 ging die Firma eine Partnerschaft mit Suzuki ein. Der Geschäftsführer von SkyDrive ist Tomohiro Fukuzawa und technischer Direktor der Industrieveteran Nobuo Kishi. Das Fluggerät soll zukünftig mit einem Smartphone zum Flug buchbar sein.

## Konstruktion
SkyDrive konstruiert hauptsächlich kleine einsitzige Multicopter Fluggeräte, einen Zweisitzer und eine Frachtdrohne.

### SkyLift
SkyLift ist die erste und bisher einzige Frachtdrohne von Skydrive. Am 18. Mai 2022 wurde ein neuer Logistik-Drohnendienst SkyLift Plus angekündigt. Es kann ein schweres Objekt von 30 kg auf einmal transportieren und ist mit einer Hebefunktion ausgestattet, mit der es überall ohne Landung entladen kann.

#### Technische Daten SkyLift
| Kenngröße                | SkyLift                     |       |
| ------------------------ | --------------------------- | ----- |
| Rumpflänge               | 4,00 m                      |       |
| Spannweite               | 3,50 m                      |       |
| Höhe                     | 1,50 m                      |       |
| Nutzlast                 | 30–50 kg                    |       |
| Leermasse                | 55 kg                       | 55 kg |
| max. Startmasse          | 20 kg                       |       |
| max. Startmasse          | variabel                    |       |
| Reisegeschwindigkeit     | 36 km/h                     |       |
| Flugdauer                | 9–15 min                    |       |
| Reichweite (mit Reserve) | 2 km                        |       |
| Triebwerke               | 8 × Elektromotor            |       |
| Propeller                | 8 × 2-Blatt, je 2 × koaxial |       |

### SD-01
Der erste Skydrive

### SD-02
Früher Prototyp

### SD-03
Der Multicopter SD-03 steht auf Hubschrauberkufen. Der Erstflug war am 25. August 2020.

### SD-XX
Das SD-XX-Konzeptmodell ist eine zweisitzige Konstruktion. Es hat drei Räder, die das Fahren auf Straßen ermöglichen. Zwei sind unter der Kabine, ein drittes ist hinter der Kabine platziert. Die Größe ist ähnlich wie die eines Autos.

### SD-05
Das erste Fluggerät für die Serienproduktion ist der SD-05. Er hat 12 Rotoren und erreicht eine Höchstgeschwindigkeit von 100 km/h. Es soll bei der Weltausstellung 2025 in Osaka als Lufttaxi verwendet werden. Der SkyDrive SD-05 ist sowohl kompakter als auch leichter und leiser als Hubschrauber und kann deshalb auch gut als Rettungsfluggerät eingesetzt werden.

### Technische Daten
| Kenngröße                | SD-01            | SD-03            | SD-XX            | SD-05             |
| ------------------------ | ---------------- | ---------------- | ---------------- | ----------------- |
| Besatzung                | 1                | 1                | 2                | 2                 |
| Rumpflänge               | 3,70 m           | 4,00 m           | 4,00 m           | 9,40 m            |
| Spannweite               | 3,70 m           | 4,00 m           | 3,50 m           | 9,40 m            |
| Höhe                     | 1,50 m           | 2,00 m           | 1,50 m           | 2,70 m            |
| Nutzlast                 |                  |                  | 90 kg            |                   |
| Leermasse                |                  | 400 kg           | 475 kg           |                   |
| max. Startmasse          | 400 kg           |                  | 500 kg           | 1100 kg           |
| Reisegeschwindigkeit     | 50 km/h          | 60 km/h          | 100 km/h         | 100 km/h          |
| Dienstgipfelhöhe         | 10 m             | 150 m            | 500 m            |                   |
| Flugdauer                |                  | 5–10 min         |                  | 5–10 min          |
| Reichweite (mit Reserve) |                  | 20–30 km         |                  | 5–10 km           |
| Triebwerke               | 8 × Elektromotor | 8 × Elektromotor | 8 × Elektromotor | 12 × Elektromotor |
| Propeller                | 8 × 3-Blatt      | 8 × 3-Blatt      | 8                | 12                |